# Костанецкий, Станислав
Станислав Костане́цкий (пол. Stanisław Kostanecki, нем. Stanislaus von Kostanecki; 16 апреля 1860, Мышакув — 15 ноября 1910, Вюрцбург) — польский химик-органик, профессор Берлинского университета, исследовал флавоноиды и растительные пигменты.

## Биография
Родился 16 апреля 1860 года в местечке Мышакув Калишской губернии Царства Польского Российской империи (ныне гмина Загурув, Слупецкий повят, Великопольское воеводство, Польша). Сын помещика Яна Непомуцена Костанецкого и Михалины Добровольской, в семье также были братья Антоний (экономист, ректор Варшавского университета) и Казимир (врач, ректор Ягеллонского университета). Учился в реальной школе Познани и Берлинском университете имени Фридриха-Вильгельма. С 1886 года работал в химической школе Мюлуза, где получил пост заместителя директора. В 1889 году получил степень доктора химии в Базельском университете, через год профессором Берлинского университета. Подготовил 161 доктора за время своей карьеры.
Костанецкий является одним из выдающихся польских химиков-органиков, опубликовавший более 200 научных работ на немецком и польском языках. Во время обучения в Берлинском университете он занялся вопросом образования и синтеза растительных пигментов, опубликовав вместе с К. Либерманном статью на темы азокрасителей и вместе с А. Быстрицким о синтезе некоторых веществ. В 1910 году вместе с Й. Милобендзским и В. Лампе (или с Т. Милобендзским) описал химический состав куркумина. Также он сотрудничал с К. Функом. Вместе с С. Ниментовским разработал метод синтеза нитрококковой кислоты, которая была одним из этапов синтеза карминовой кислоты. Названная в честь химика реакция Костанецкого стала методом получения хромонов и производных кумаринов.
Скончался 15 ноября 1910 года в немецком Вюрцбурге.
С 1978 года Польское химическое общество присуждает медаль имени Станислава Костанецкого за выдающиеся достижения в области органической химии. Имя братьев Костанецких носит с 2005 года ряд средних школ в Загуруве.